# Erling Johnson
Erling Bjarne Johnson (7 juin 1893 - 5 novembre 1967) est un chimiste norvégien qui a développé en 1927 le procédé d'Odda, du nom de la commune d'Odda où il le mit au point.
Ingénieur chimiste de formation, il acquiert une solide expérience des engrais synthétiques et de leur action sur les plantes dans le cadre de sa collaboration avec le professeur Sebelien. Il est nommé chimiste en chef de l'entreprise métallurgique North Western Cyanamide Company (actuellement Odda Smelteverk) à Odda en Norvège. Là, il lui est demandé d'effectuer des recherches pour mettre au point une méthode de production d'engrais composés sans recourir à l'acide sulfurique, ce qui le conduit à son invention, le procédé d'Odda ou procédé au nitrophosphate.
En 1964, il se voit décerner la médaille Guldberg og Waages par la Société Norvégienne de chimie (Norsk Kjemisk Selskap).

## Littérature
- Bassøe, Bjarne: Ingeniørmatrikkelen: norske sivilingeniører 1901-55 : med tillegg, Oslo 1961.
- Johnson, Erling: Dicyandiamidets innflydelse på Planteveksten (1918). Avhandling prisbelønnet i 1920 av 1905 fondet for Landbruksforskning i Norge.
- Johnson, Erling: Omkring den nyere utvikling av kunstgjødselindustrien. Nye fremgangsmaater til fremstilling av koncentrerte kunstgjødselblandinger. Foredrag ved det 2. landsmøte for ingeniører M.N.I.F. NIF Bergens avdeling 50 års jubileum, Bergen 22-24 august 1930.
- Sogner, Knut: The Case of Hafslund and the Odda Process. In Travis, Anthony S. (ed.): Determinants in the Evolution of the European Chemical Industry, 1900—1939 New Technologies, Political Frameworks, Markets and Companies, Dordrecht 1998.